# Martin Jäger (Skisportler)
Martin Jäger (* 20. Dezember 1987 in Walenstadt) ist ein ehemaliger Schweizer Biathlet und Skilangläufer.

## Werdegang
Jäger wuchs in Vättis (Kanton St. Gallen) auf, wo er auch heute wohnt. Nach der Schulzeit begann er mit der Ausbildung zum KV-Angestellten auf der Gemeindeverwaltung Pfäfers. Später absolvierte er die Grenzwachtschule in Basel. Sein erstes Skilanglauf-Weltcuprennen lief er im Februar 2006 in Davos, welches er auf dem 23. Platz im Sprint beendete, womit er seine ersten Weltcuppunkte gewinnen konnte. Bei den Schweizer Meisterschaften 2008 gewann er im Sprint die Silbermedaille. In der Saison 2008/09 kam er bei Weltcupsprints dreimal in die Punkteränge. Im Januar 2009 errang er in Rybinsk mit dem neunten Platz im Sprint seine erste Top-Zehn-Platzierung im Weltcup. Bei den Nordischen Skiweltmeisterschaften 2009 in Liberec belegte er den 35. Rang im Sprint. Im folgenden Jahr gewann er bei den U23-Weltmeisterschaften in Hinterzarten die Silbermedaille im Sprint und erreichte mit dem dritten Platz im Sprint in Campra seine einzige Podestplatzierung im Skilanglauf-Alpencup. In der Saison 2010/11 errang er in Rybinsk mit dem vierten Platz im Sprint sein bestes Einzelergebnis im Weltcup. Bei den Nordischen Skiweltmeisterschaften 2011 in Oslo belegte er den 11. Rang im Sprint. In der folgenden Saison kam er im Weltcup fünfmal in die Punkteränge und belegte zum Saisonende den 69. Platz im Gesamtweltcup und den 31. Rang im Sprintweltcup. Bei den Schweizer Meisterschaften 2012 und 2014 wurde er Meister mit der Staffel.
Nach der Saison 2013/14 wechselte er zum Biathlon. Dabei startete er in der Saison 2014/15 im IBU-Cup. Sein bestes Resultat dabei war der 25. Platz im Sprintrennen in Canmore. Bei den Biathlon-Europameisterschaften 2015 in Otepää belegte er den 46. Platz im Einzel. Zu Beginn der folgenden Saison lief er in Östersund erstmals im Biathlon-Weltcup, den er auf dem 75. Platz im Sprint beendete. Im weiteren Saisonverlauf holte er in Presque Isle mit dem 40. Platz im Sprint seine ersten und einzigen Weltcuppunkte. Bei den Biathlon-Weltmeisterschaften 2016 in Oslo errang er den 48. Platz im Sprint und den 55. Platz in der anschliessenden Verfolgung.
2022 trat er als aktiver Biathlet zurück.

## Statistiken

### Langlauf

#### Weltcupplatzierungen
Die Tabelle zeigt die erreichten Platzierungen im Einzelnen.
- 1.–3. Platz: Anzahl der Podiumsplatzierungen
- Top 10: Anzahl der Platzierungen unter den ersten zehn
- Punkteränge: Anzahl der Platzierungen innerhalb der Punkteränge
- Starts: Anzahl gelaufener Rennen in der jeweiligen Disziplin
- Hinweis: Bei den Distanzrennen erfolgt die Einordnung gemäss FIS.

| Platzierung         | Distanzrennen a | Distanzrennen a | Distanzrennen a | Distanzrennen a | Distanzrennen a | Skiathlon Verfolgung | Sprint | Etappen- rennen b | Gesamt | Team c | Team c  |
| Platzierung         | ≤ 5 km          | ≤ 10 km         | ≤ 15 km         | ≤ 30 km         | > 30 km         | Skiathlon Verfolgung | Sprint | Etappen- rennen b | Gesamt | Sprint | Staffel |
| ------------------- | --------------- | --------------- | --------------- | --------------- | --------------- | -------------------- | ------ | ----------------- | ------ | ------ | ------- |
| 1. Platz            |                 |                 |                 |                 |                 |                      |        |                   |        |        |         |
| 2. Platz            |                 |                 |                 |                 |                 |                      |        |                   |        |        |         |
| 3. Platz            |                 |                 |                 |                 |                 |                      |        |                   |        |        |         |
| Top 10              |                 |                 |                 |                 |                 |                      | 4      |                   | 4      | 1      |         |
| Punkteränge         |                 |                 |                 |                 |                 |                      | 17     |                   | 17     | 5      |         |
| Starts              |                 |                 |                 |                 |                 | 1                    | 30     |                   | 31     | 5      |         |
| Stand: Karriereende |                 |                 |                 |                 |                 |                      |        |                   |        |        |         |

### Biathlon

#### Weltcupplatzierungen
Die Tabelle zeigt alle Platzierungen (je nach Austragungsjahr einschliesslich Olympische Spiele und Weltmeisterschaften).
- 1.–3. Platz: Anzahl der Podiumsplatzierungen
- Top 10: Anzahl der Platzierungen unter den ersten zehn (einschliesslich Podium)
- Punkteränge: Anzahl der Platzierungen innerhalb der Punkteränge (einschliesslich Podium und Top 10)
- Starts: Anzahl gelaufener Rennen in der jeweiligen Disziplin
- Staffel: inklusive Mixed- und Single-Mixed-Staffeln

| Platzierung              | Einzel | Sprint | Verfolgung | Massenstart | Staffel | Gesamt |
| ------------------------ | ------ | ------ | ---------- | ----------- | ------- | ------ |
| 1. Platz                 |        |        |            |             |         |        |
| 2. Platz                 |        |        |            |             |         |        |
| 3. Platz                 |        |        |            |             |         |        |
| Top 10                   |        |        |            |             |         |        |
| Punkteränge              |        | 6      | 2          | 1           | 5       | 14     |
| Starts                   | 7      | 26     | 14         | 1           | 5       | 53     |
| Stand: 31. Dezember 2021 |        |        |            |             |         |        |